# Orora gongju
Orora gongju - internationaal uitgebracht als Princess Aurora - is een Zuid-Koreaanse thriller uit 2005. Actrice Bang Eun-jin debuteerde hiermee als regisseuse en als scenarioschrijfster.

## Verhaal
Politie-inspecteurs Jae en Oh Sung-ho (Mun Seong-kun) krijgen te maken met een zaak waarin er schijnbaar een vrouwelijke seriemoordenaar actief is geworden die in hoog tempo slachtoffers maakt.
- In het damestoilet van een warenhuis wordt het kleine meisje Do-yeon geslagen en uitgescholden door haar stiefmoeder Yeon-hee. Dit ziet de 33-jarige Hung Soon-jung (Eom Jeong-hwa) gebeuren. Ze brengt het meisje daarop naar buiten wanneer haar stiefmoeder gaat bellen in een toilethokje, keert terug en brengt de agressor met tientallen steken met een lang puntig voorwerp om het leven.
- In de autoshowroom waar Soon-jung als verkoopster werkt, schoffeert de arrogante vrouw Choi Shin-ok een bezorgster die er naar haar zin te lang over deed om een bestelde maaltijd te brengen. Wanneer Shin-ok later bij een schoonheidssalon een gezichtsmasker krijgt en alleen haar neus nog vrij is, zorgt Soon-jung ervoor dat ze daar ook als klant aanwezig is. Zodra de schoonheidsspecialiste die Shin-ok behandelt gaat lunchen, loopt Soon-jung bij haar binnen, bindt Shin-oks handen vast en smeert haar neusgaten dicht met gips. Als de schoonheidsspecialiste vijftien minuten later terugkeert, is ze gestikt.
- Shin-ok was het buitenechtelijke scharreltje van Na Jae-keun, de eigenlijk getrouwde eigenaar van het winkelcentrum. Soon-jung laat zich door hem versieren en zorgt ervoor dat Jae-keun flink beschonken is voor ze terugkeren naar zijn woning. Daar geeft ze hem een flesje te drinken dat hij overmoedig ineens achterover slaat. Er zat alleen geen drank, maar zoutzuur in, waaraan Jae-keun overlijdt.

Inspecteurs Jae en Sung-ho ontdekken op de vindplaatsen van de laatste twee slachtoffers dat er in beide gevallen een sticker achtergelaten is met daarop een afbeelding van mangapersonage Princess Aurora. Wanneer ze terugkeren naar het toilet waar het eerste slachtoffer werd aangetroffen, vinden ze daar dezelfde sticker bij nader inzien ook, op de houder van de wc-rol. De moordenares laat met opzet een soort handtekening achter. Sung-ho zoekt later die avond zijn ex-vrouw op, Soon-jung. Zij hadden samen een dochtertje genaamd Oh Min-ah, dat op zesjarige leeftijd werd ontvoerd, verkracht en vermoord door Hong Gi-beom. Ze hadden het meisje de bijnaam Princes Aurora gegeven, naar het hoofdpersonage uit haar favoriete stripboek. Sung-ho en Soon-jung vrijen met elkaar en er lijkt niets buitengewoons aan de hand. Het aantal moorden loopt vervolgens verder op.
- Soon-jung stapt in bij een taxichauffeur, die haar eruit wil zetten zodra ze vertelt niet genoeg geld bij te hebben. Zij geeft hem niettemin een schok met een stroomstootwapen. Wanneer hij bij bewustzijn komt, zitten zijn handen met handboeien vast aan het stuur van zijn auto en is hij nog seconden verwijderd van de verstikkingsdood door de plastic zak die zij over zijn hoofd heeft getrokken.
- Soon-jung gaat eten in een restaurant en laat zich versieren door bediende Myeong-gil. Hij haalt haar vervolgens bij de achteruitgang op met zijn auto. Hij kijkt gelukkig toe hoe zij over lijkt te gaan tot fellatio, maar in plaats daarvan haalt ze een schaar tevoorschijn en knipt ze zijn penis af. Hij bloedt dood.

Inspecteurs Jae en Sung-ho zijn inmiddels aangekomen bij de dode taxichauffeur. In zijn autoradio zit een cassettebandje met daarom de stem van een meisje dat een liedje zingt. Het is Sung-ho's overleden dochter Min-ah, die het liedje zingt dat Soon-jung altijd voor haar zong. Sung-ho vertelt dit aan Jae en meldt hem inmiddels zeker te weten dat de gezochte seriemoordenares Soon-jung is. Hij legt Jae uit wat hij en Soon-jung meegemaakt hebben en geeft Jae een brief waarin hij ontslag neemt, zodat Jae die op het bureau af kan geven. Hij laat de zaak niettemin nog niet helemaal los en wordt door Soon-jung gebeld. Zij heeft haar volgende doelwit te pakken. Ze heeft advocaat Kim alleen niet direct vermoord, maar ontvoerd en is met hem in de auto op weg naar de stortplaats waar het lijkje van Min-ah destijds werd gevonden. Ze daagt de politie uit haar op tijd tegen te houden. Het is die dag zowel de sterf- als de eigenlijke verjaardag van Min-ah, als ze niet was vermoord.
De in groten getale uitgerukte politie voorkomt de dood van Kim en arresteert Soon-jung. Terwijl zij in de auto vervoerd wordt naar het politiebureau, flitsen haar slachtoffers door haar hoofd. Geen van hen was willekeurig uitgekozen. Stuk voor stuk maakten ze indirect mogelijk dat Min-ah door moordenaar Gi-beom meegenomen kon worden op die fatale dag. Soon-jung had haar die dag eigenlijk van school op moeten pikken, maar werd opgehouden doordat Myeong-gil haar auto blokkeerde door een straat in te rijden waar hij niet in mocht. Daarom belde ze iemand op om Min-ah in haar plaats op te halen, maar iedereen was zo begaan met zijn of haar eigen kleine dingetjes, dat Min-ah alleen voor haar school bleef staan zonder dat iemand haar kwam halen. Daarom nam het meisje een taxi naar huis, maar werd er door de chauffeur ergens willekeurig langs de weg uitgezet toen bleek dat ze niet genoeg geld bijhad om de rit te betalen. Daarop kwam Gi-beom langsgereden in zijn auto en bood hij Min-ah een lift aan. Advocaat Kim voorkwam vervolgens dat Gi-beom de gevangenis in moest, maar zorgde ervoor dat hij in plaats daarvan ontoerekeningsvatbaar werd verklaard en opgenomen werd in een psychiatrisch ziekenhuis in plaats van in de gevangenis.
Nadat Soon-jung is onderzocht, concludeert de rechter dat ook zij een half jaar in een psychiatrisch ziekenhuis dient door te brengen, voor ze haar gevangenisstraf kan uitzitten. Daardoor komt ze in dezelfde instelling terecht als waarin Gi-beom is opgenomen. Sung-ho bezoekt haar tijdens het bezoekuur en geeft haar zijn bijbel. Hij dringt erop aan dat ze daarin leest wanneer ze het moeilijk heeft. In haar cel komt ze er niettemin achter dat Sung-ho een scheermes verstopt heeft in de kaft van het boek. Daarmee kan ze de volgende dag haar wraak completeren. Ze verstopt het scheermes in haar handpalm en vertelt Gi-beom wie ze is voor ze hem de keel doorsnijdt. Zodra hij leeggebloed voorover valt op de tafel waaraan hij zat te knutselen, is haar missie volbracht en snijdt ze ook haar eigen keel door. Buiten rijdt Sung-ho weg in de auto van advocaat Kim, met een sticker van Princess Aurora op een wieldop geplakt.

## Rolverdeling
- Eom Jeong-hwa - Jung Soon-jung
- Mun Seong-kun - Detective Oh Sung-ho
- Choi Jong-won
- Hyeon Yeong
- Jeong Eun-pyo
- Kim Yong-geon
- Kwon Oh-jung
- Nam Oh-jeong
- Park Hyo-jun
- Park Kwang-jung
- Yu Hye-jeong